# Mer (Loir-et-Cher)
Mer – miejscowość i gmina we Francji, w Regionie Centralnym, w departamencie Loir-et-Cher.
Według danych na rok 1990 gminę zamieszkiwało 5950 osób, a gęstość zaludnienia wynosiła 225 osób/km² (wśród 1842 gmin Regionu Centralnego Mer plasuje się na 57. miejscu pod względem liczby ludności, natomiast pod względem powierzchni na miejscu 444.).